# Île Bird
Pour les articles homonymes, voir Bird Island (homonymie).
L'île Bird (en anglais : Bird Island; en espagnol : Isla Pájaro) est longue de 4,8 km et large de 800 m, séparée à l'est de la Géorgie du Sud par le Bird Sound. Elle fait partie du territoire d'outre-mer britannique de la Géorgie du Sud-et-les îles Sandwich du Sud, mais aussi réclamé par l'Argentine comme une partie de la Terre de Feu.

## Toponymie
L'île Bird, en anglais Bird Island, doit son nom à l'explorateur James Cook qui l'a baptisée ainsi du fait du grand nombre d'oiseaux qu'elle abrite. 

## Présentation

### Localisation
L'île Bird est située au large de la pointe nord-ouest de la Géorgie du Sud, à 54°00' sud de latitude et 38°03 ouest de longitude. Elle fait partie des dizaines d'îlots et rochers qui entourent la Géorgie du Sud et se situe à proximité des îles Willis,. Elle est administrée par le Royaume-Uni en tant que territoire britannique d'outre-mer, bien que l'Argentine revendique aussi sa possession depuis 1927,.

### Relief
Le nord de l'île, constitué de falaises abruptes, culmine à 365 m au Roché Peak, tandis que le sud comporte des plages. L'île est recouverte de touffes d'herbe jusqu'à une altitude de 150 m, puis les hauteurs sont formées de rochers, d'éboulis et de mousse. Le plus haut sommet de l'île, le Roché Peak, culmine à 365 m. Il a été nommé en 1960 en l'honneur d'Anthony de la Roché qui a découvert la Géorgie-du-Sud en 1675.[réf. nécessaire]

### Climat
La température annuelle varie entre -10 et 10°C. D'après une étude menée entre 1962 et 1964, la neige n'est pas permanente sur l'île, contrairement au reste de la Géorgie du Sud. Lorsque les températures chutent en automne (entre mars et mai), le sol commence à geler mais des ruisseaux continuent de couler sous la glace jusqu'à ce que la végétation gelée n'absorbe plus. L'eau gèle alors par couches, formant de grandes zones de glace qui rappellent des glaciers miniatures. La température de l'air commence à remonter en août, mais la température du sol n'augmente sensiblement qu'entre septembre et décembre. 

### Faune
L'île Bird est l'un des sites les plus riches en faune sauvage au monde. En 2014, on y dénombrait environ 50 000 couples de manchots, 30 000 couples d'albatros, 700 000 pétrels et 65 000 otaries à fourrure.
Elle abrite notamment des Otaries de Kerguelen (Arctocephalus gazella), qu'on pensait très proches de l'extinction à cause de la chasse au XIXe siècle. Quelques spécimens reproducteurs sont observés dans les années 1930, puis l'espèce se rétablit de façon spectaculaire dans la seconde moitié du XXe siècle.

#### Avifaune
Une importante population d'oiseaux marins vit sur l'île, notamment l'une des plus grandes colonies de Gorfous dorés (Eudyptes chrysolophus) de Géorgie du Sud,. L'Albatros hurleur (Diomedea exulans) est la seule espèce du genre Diomedea à se reproduire en Géorgie du Sud et la colonie de l'île Bird est suivie sans interruption depuis les années 1970,. D'autres espèces nichent sur l'île Bird, notamment l'Albatros fuligineux (Phoebetria palpebrata), qui a fait l'objet d'un suivi dans les années 2000, et l'Albatros à tête grise (Thalassarche chrysostoma), dont l'une des principales colonies se trouvent sur l'île,. L'île Bird abrite aussi le Labbe antarctique (Stercorarius antarcticus), le Prion bleu (Halobaena caerulea), le Puffin à menton blanc (Procellaria aequinoctialis), le Puffinure de Géorgie du Sud (Pelecanoides georgicus), ainsi que quelques Océanites à ventre noir (Fregetta tropica), plus rares.

### Flore
La partie basse de l'île, à moins de 150 m d'altitude, est couverte d'Herbe de Tussack (Poa flabellata), de canche antarctique (Deschampsia antarctica) et de mousses. Cette végétation retient l'eau en surface et d'importants ruisseaux s'y forment.

### Démographie
L'île n'est pas habitée, mis à part dans la station de recherche. Elle accueille dix personnes en été et quatre en hiver. C'est l'une des quatre stations du British Antarctic Survey occupées de façon permanente, avec la base antarctique Rothera sur l'île Adélaïde, la base antarctique Halley sur la plateforme de glace de Brunt, et King Edward Point.

## Histoire

### De la découverte auXIXesiècle
La Géorgie du Sud est connue des explorateurs européens au moins depuis 1695, mais l'île Bird n'est nommée qu'en 1775 par le capitaine James Cook, qui cartographie l'archipel. Il l'appelle Bird Island, en français l'île aux oiseaux, « en raison du grand nombre d'oiseaux qui s'y trouvaient »,,. Des chasseurs de phoques étaient présents en Géorgie du Sud à la fin du XIXe siècle et on trouve des traces de de leur passage sur l'île, à Sealer's Cave, en dessous de Cave Crag.

### Installation d'une station de recherche
L'île Bird est ensuite occupée de manière intermittente entre 1957 et 1982, d'abord pendant l'été. Dès les années 1950 sont menées les premières recherches, dont une sur les Otaries de Kerguelen (Arctocephalus gazella) et une autre, entre 1958 et 1964, sur les albatros. Une première cabane permanente y est construite le 24 novembre 1958 par le gouvernement des îles Falkland. Puis en décembre 1962, l'United States Antarctic Program établit deux nouvelles cabanes, qui seront plus tard utilisées par le British Antarctic Survey. L'une d'elles est baptisée Lönnberg's House en l'honneur d'Einar Lönnberg. À partir de 1971, l'île est occupée par des scientifiques du British Antarctic Survey.
Dans les années 1980 et 1990, les infrastructures de l'île se développent. Une cabane, nommée d'après l'ornithologue Rollo Beck, est construite en octobre 1981 pour le personnel hivernant. Elle peut accueillir jusqu'à huit personnes à la fois et disposent de bureaux, de logements et d'un laboratoire. Une évacuation du personnel est organisée le 1er avril 1982 par le HMS Endurance à cause de l'invasion de la Géorgie du Sud par l'Argentine. La base est de nouveau occupée le 22 septembre 1982, après cessation des hostilités,.
D'autres bâtiments sont construits entre 1995 et 1997, puis entre 2005 et 2006 un chantier est mené afin de renouveler les hébergements, les installations de cuisine et les laboratoires. Tous les anciens bâtiments, sauf un, sont détruits à cette occasion L'île Bird abrite aujourd'hui une station de recherche administrée par le British Antarctic Survey.

## Aire protégée et station de recherche
Du fait de la diversité d'espèces qui habite l'île, elle a le statut de site d'intérêt scientifique particulier (en anglais : Site of Special Scientific Interest, SSSI). C'est un site protégé et il n'est possible d'y aborder qu'avec l'autorisation de l'administration de Géorgie du Sud située à King Edward Point.[réf. nécessaire]
Les chercheurs présents sur l'île bénéficient de logements, de bureaux et de laboratoires. Leurs programmes de recherches sont axés sur la biologie des oiseaux marins et des otaries, afin d'étudier leurs populations, leur écologie et leur reproduction,. Des études et des suivis à long terme sont menés afin de mettre en place une conservation à l'échelle internationale. Les données issues de ces suivis sont transmises à la Convention sur la conservation de la faune et la flore marines de l'Antarctique.
La plupart des études ornithologiques en Géorgie du Sud ont lieu sur l'île Bird,. Entre 1958 et 1964, l'USARP mène une étude sur les albatros vivant sur l'île, ce qui pose les bases des suivis à long terme menés sur les populations d'oiseaux marins en Géorgie du Sud. D'importants projets ornithologiques y sont menés chaque été de 1971 à 1982.
En 2024, le virus H5N1 responsable de la grippe aviaire est documenté pour la première fois dans la région subantarctique sur l'île Bird. Le virus est suspecté d'avoir provoqué la mort d'au moins 77 Labbes antarctiques, 58 Albatros hurleurs et 38 Manchots papou (Pygoscelis papua), et il est confirmé comme cause de la mort de 5 Otaries à fourrure.